# Хоћу-нећу (биљка)
Хоћу-нећу (русомача, тарчужак, девојачка трава, торбичица, тобочица; лат. Capsella bursa-pastoris) двогодишња је, ређе једногодишња зељаста биљка из породице крсташица (Brassicaceae).

## Опис биљке
Корен је по типу осовински.
Стабло је зељасто, усправно, негранато или гранато, висине до 50 cm. По себи има фине бразде и обично је голо или има ретке длачице у доњем делу.

Листови на стаблу су седећи, али су доњи листови, који су постављени у розети, потпуни. По облику су веома варијабилни, цели или на различите начине урезани. Прекривени су звездастим и простим длачицама.
Цветови су скупљени у просте, растресите, гроздасте цвасти. Чашични листићи имају јајаст, а крунични округли облик. Круница је беле боје. Плодник се састоји од два листића. Примарно је једноок, а секундарно постаје двоок израстањем преграде (тин или реплум). Биљка цвета од априла до октобра.

Плод је љушчица. Љушчице су троугласте или обрнуто срцасте, дужине 7-9 mm.

## Станиште
Ова космополитска врста расте на различитим стаништима, од низија до планинског појаса.